# Гетто в Давыдовке (Светлогорский район)
Гетто в Давы́довке (Светлогорский район) (осень 1941 — 8 февраля 1942) — еврейское гетто, место принудительного переселения евреев деревни Давыдовка Светлогорского района Гомельской области и близлежащих населённых пунктов в процессе преследования и уничтожения евреев во время оккупации территории Беларуси войсками нацистской Германии в период Второй мировой войны.

## Оккупация Давыдовки и создание гетто

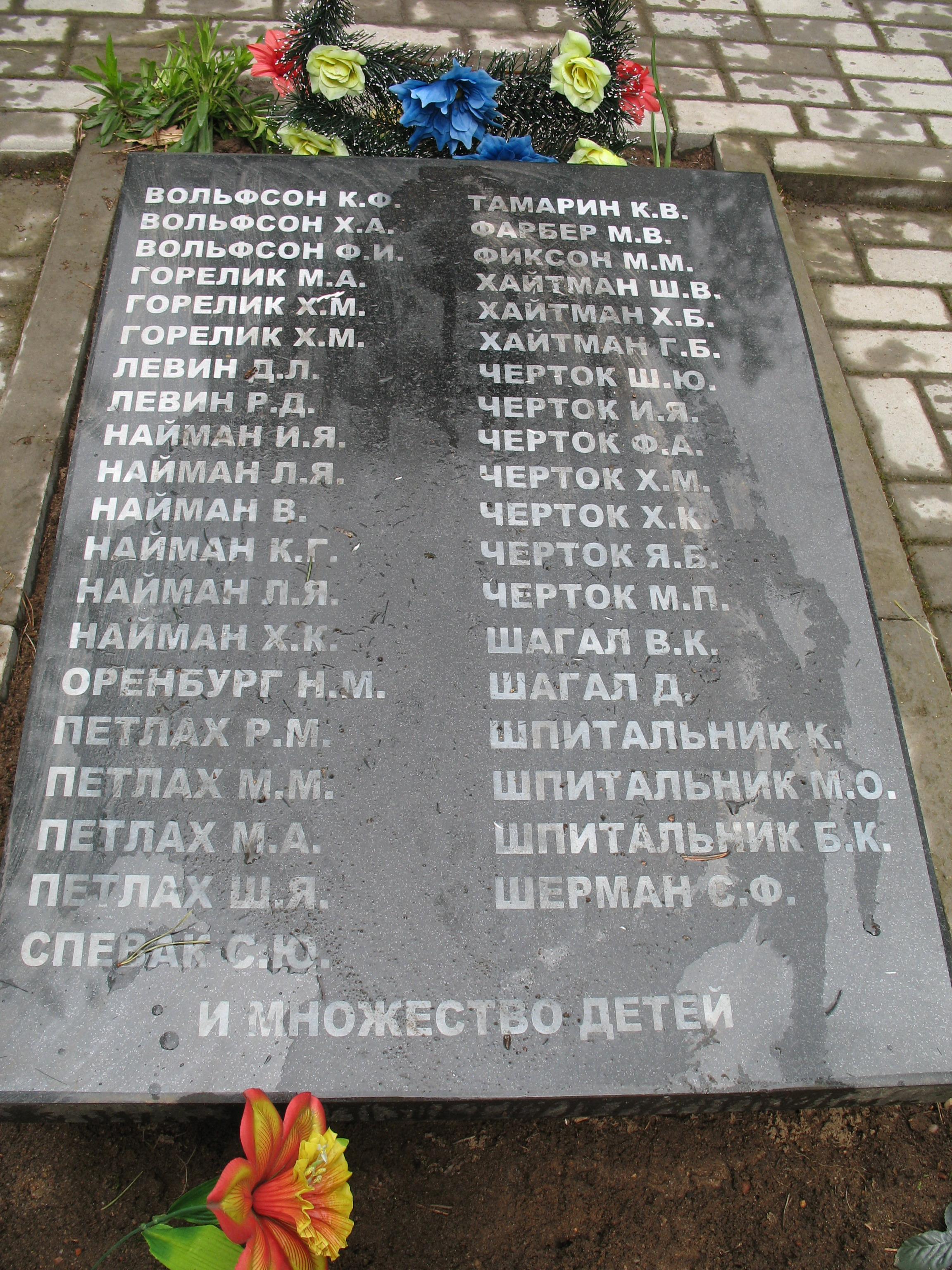

Деревня Давыдовка была занята немецкими войсками в августе 1941 года, и оккупация продлилась почти три года — до июня 1944 года. Реализуя нацистскую программу уничтожения евреев, немцы создавали гетто почти во всех городах и населённых пунктах Беларуси, где проживало еврейское население. Так и в Давыдовке оккупантами было организовано гетто.

## Уничтожение гетто
Гетто в Давыдовке просуществовало до 8 февраля 1942 года. В этот день в тридцатиградусный мороз всех ещё живых евреев вывели в лес и расстреляли в полукилометре на северо-запад от деревни. Немцы не участвовали в этой «акции» (таким эвфемизмом нацисты называли организованные ими массовые убийства), всё было организовано и проведено полицаями — местными, из Давыдовки, и из деревень Людвиновка и Просвет. Удалось спастись только двум мальчикам и девушке Лизе Вольфсон. По другим свидетельствам, евреев никуда не гнали, а убили всех прямо в деревне — на улице, во дворах, в огородах. Раненых не добивали в уверенности, что они замёрзнут. Потом заставили местных жителей выкопать яму, свезти туда на лошадях тела убитых и закопать. По данным расследования комиссии ЧГК, были убиты 129 человек.

## Память
На братской могиле, в лесу, в 1967 году установили обелиск. Оштукатуренный кирпичный памятник с временем стал разрушаться. По инициативе Светлогорского райисполкома в 2005 году был установлен новый памятник с текстом: «Боль XX века. // Убивали людей // Лишь за то, что еврейка // Лишь за то, что еврей…». Эскиз памятника сделали скульпторы — Заслуженный деятель искусств Беларуси Андрей Заспицкий и Член Союза художников Кострюков Александр. Текст написал журналист, член Союза писателей СССР, Изяслав Котляров. Строительство памятника провёл строительный трест № 20 Светлогорска под руководством заместителя генерального директора Ламаского Григория Ароновича. Бывший заместитель председателя Светлогорского райисполкома Жданович Евгений Анатольевич смог добиться утверждения памятника, хотя члены художественного совета в Минске были против такой надписи. На плите у памятника выбиты не все фамилии, убитых было больше.
Опубликованы неполные списки жертв геноцида евреев в Давыдовке.

## Комментарии
1. ↑  В русском языке за служащими коллаборационистских полицейских органов закрепилось разговорное уничижительное название полица́й (во множественном числе — полица́и).